# Marta Randall
Pour les articles homonymes, voir Randall.
Œuvres principales
- L'Épée de l'hiver

Marta Randall, née le 26 avril 1948 à Mexico, est une écrivaine de science-fiction américaine. 

## Biographie
Marta Randall est née au Mexique en 1948 et grandit à Berkeley en Californie. Son premier roman, Island est publié en 1976 et nommé l'année suivante pour un prix Nebula.  
Depuis, elle a publié sept romans, de nombreuses nouvelles, et a édité deux volumes de l'anthologie de science-fiction New Dimensions. Elle publie également sous le nom de Martha Conley.
Elle enseigne pendant quelques années l'écriture de la science-fiction à l'Université de Californie ainsi qu'à l'Université de Portland. 
De 1981 à 1984, elle a été vice-présidente puis présidente de la Science Fiction and Fantasy Writers of America.
En 1984, elle publie une biographie de John Fitzgerald Kennedy
Elle vit actuellement avec son mari et son fils en Californie du nord et anime des congrès sur Internet sur l'écriture.

## Œuvres

### Romans
- (en) Islands, 1976
- (en) Journey, 1978
- (en) A City in the North, 1979
- L'Épée de l'hiver, OPTA, coll. « Club du livre d'anticipation », 1986 ((en) The Sword of Winter, 1983)
- (en) Those Who Favour Fire, 1984
- (en) John F. Kennedy, 1987
- (en) Growing Light, 2004Sous le nom de Martha Conley.

### Nouvelles
- Le Gouffre infini, 1981 ((en) The View from Endless Scarp, 1979)Publiée par les éditions OPTA dans la revue Fiction no 316
- Jeux dangereux, 1982 ((en) Dangerous Games, 1980)Publiée par les éditions OPTA dans la revue Fiction no 329